# Pararge adrastamaja
Pararge adrastamaja är en fjärilsart som beskrevs av Fuchs 1873. Pararge adrastamaja ingår i släktet Pararge och familjen praktfjärilar. Inga underarter finns listade i Catalogue of Life.